# アサン・サルタクタイ
アサン・サルタクタイ（モンゴル語: Asan sartaqtai、? - 1219年）は、モンゴル帝国のチンギス・カンに仕えたムスリム商人。
『元朝秘史』では阿三撒児塔黒台（āsān sāértǎhēitái）と表記されるが、「アサン（asan）」はアラビア語名ハサンの語頭が脱落したもので、「サルタクタイ（sartaqtai）」は「サルタク人」を意味するモンゴル語である。ジュヴァイニーの『世界征服者の歴史』に記されるハサン・ハッジーと同一人物と考えられている。

## 概要
『元朝秘史』によると、長年同盟関係にあったケレイト部の背信によってカラ・カルジトの戦いで敗れたチンギス・カンは僅かな供回りとともに逃れ、バルジュナ湖に逃れた。バルジュナ湖でチンギス・カンは泥水をすすって仲間達と再起を誓ったが、そこで出会ったのがオングト部のアラクシ・ディギト・クリの元から来たアサン・サルタクタイであった。アサンは白駱駝に乗っており、千匹の羊を追って貂や青鼠を買い求めるためにエルグネ川の下流を訪れたところ、チンギス・カンらに出会ったのであった。『元朝秘史』はアサンとの出会いがチンギス・カンに何をもたらしたかは語らないが、実際にはアサンによって食料・情報の提供がなされ、チンギス・カンの敗北からの復興に大きく貢献したものと考えられている。
『元朝秘史』がアサンに言及するのは「バルジュナ湖の誓い」に関わる箇所のみであるが、この「アサン」はこれ以後もチンギス・カンに仕え、中央アジア遠征にも従軍したと推測されている。『世界征服者史』によると、中央アジア遠征で別働隊を率いる王子ジョチはシル川中流域の要衝ジャンドを目指したが、その目前にあるスグナクという城市を降伏させるため、「ハサン・ハッジー」なる人物を使者として派遣した。ハサン・ハッジーがスグナクに辿り着くと、彼が降伏勧告を行う前に町の悪漢・破落戸が「アッラー・アクバル」と叫んでハサン・ハッジーを殺害してしまった。これに怒ったジョチはスグナクを力攻めして城民を皆殺しにし、ハサン・ハッジーの息子をスグナクの代官（ダルガチ）としてジャンドへと向かったという。
スグナクで殺されてしまった「ハサン・ハッジー」は「商人の名の下に古くから幾度となくチンギス・カンの御前にまかりこし、しかるべき随従の一人となっていた」と記されており、早い段階からチンギス・カンに仕えるムスリム商人であった「アサン・サルタクタイ」と同一人物であったとみられている。